# 薩頓 (伊利諾伊州庫克縣)
薩頓（英語：Sutton）是位於美國伊利諾伊州庫克縣的一個非建制地區。該地的面積和人口皆未知。

## 地理
薩頓的座標為42°05′45″N 88°11′39″W / 42.09583°N 88.19417°W，而該地的平均海拔高度為256米（即840英尺）。